# Gabinete Briand II
O Gabinete Briand II foi o ministério formado por Aristide Briand em 04 de novembro de 1910 e dissolvido em 27 de fevereiro de 1911. Foi o 49º gabinete da Terceira República Francesa, sendo antecedido pelo Gabinete Briand I e sucedido pelo Gabinete Monis.

## Contexto
Após uma reformulação em seu gabinete anterior, Aristide Briand foi reconduzido ao cargo de Presidente do Conselho de Ministros em novembro de 1910. Seu novo governo foi marcado pela continuação de sua política de repressão às greves e ao sindicalismo, mas também por um episódio de violência contra o chefe de governo: ainda em novembro daquele ano, ao inaugurar um monumento em homenagem a Jules Ferry, ele foi atacado por um artesão monarquista, membro ativo da "Action Française", que queria expressar sua discordância com a política anticatólica do primeiro-ministro.
Briand mais uma vez cedeu à oposição predominantemente socialista e renunciou em 27 de fevereiro de 1911, sendo substituído por Ernest Monis.

## Composição

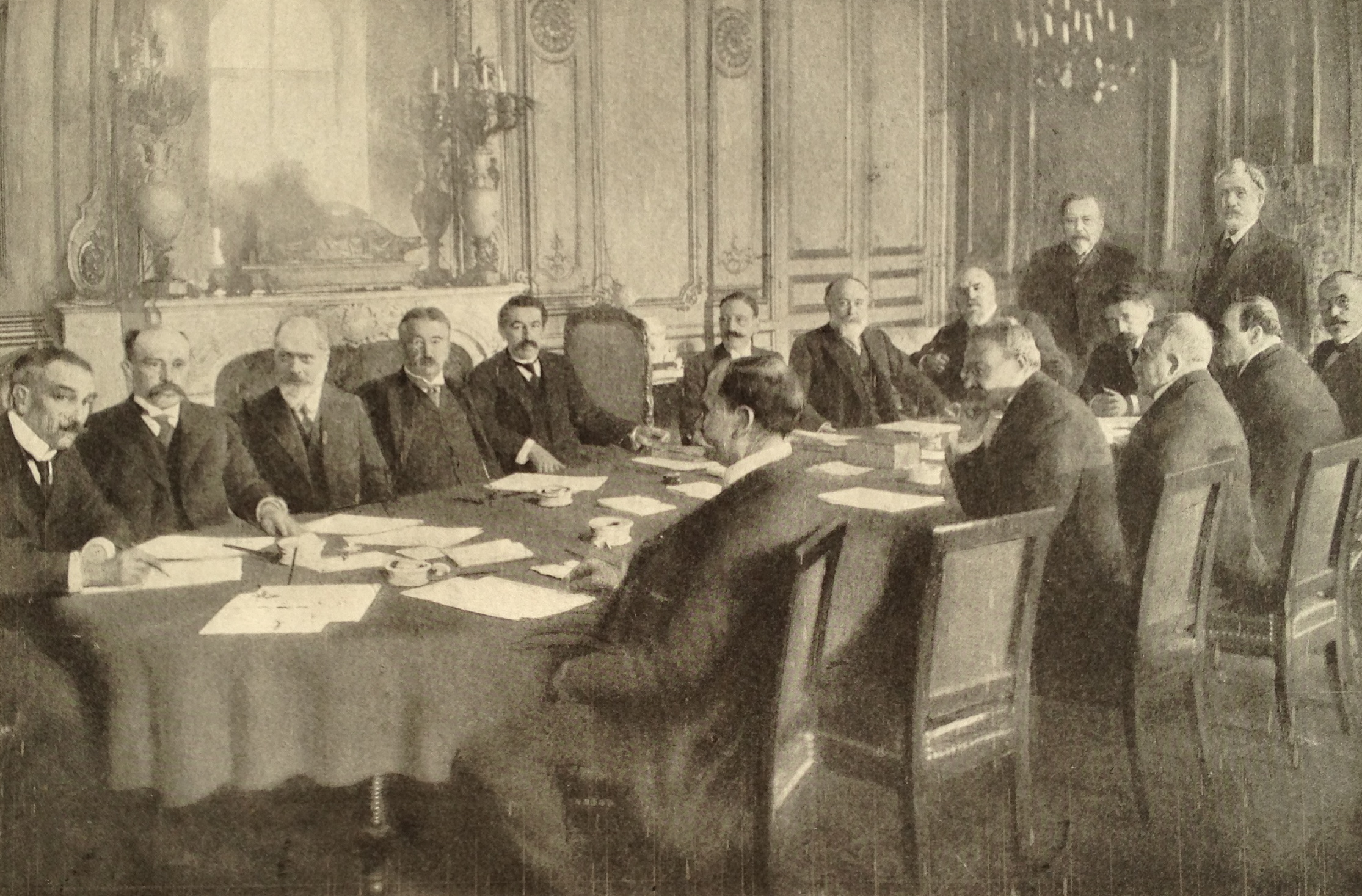
O 2º Gabinete Briand em fotografia de 1910.

- Presidente da República: Armand Fallières
- Presidente do Conselho de Ministros: Aristide Briand
- Ministro dos Estrangeiros: Stephen Pichon
- Ministro da Justiça: Théodore Girard
- Ministro do Interior e Cultos: Aristide Briand
- Ministro da Guerra: Jean Brun (1910-1911); Aristide Briand (1911)
- Ministro das Finanças: Louis-Lucien Klotz
- Ministro da Marinha: Augustin Boué de Lapeyrère
- Ministro da Instrução Pública: Maurice-Louis Faure
- Ministro das Obras Públicas, Correios e Telégrafos: Louis Puech
- Ministro da Agricultura: Maurice Raynaud
- Ministro do Comércio: Jean Dupuy
- Ministro das Colônias: Jean Morel
- Ministro do Trabalho: Louis Lafferre

## Realizações
- Criação do "Código do Trabalho" francês, coleção organizada dos textos legislativos e regulamentares aplicáveis à matéria de direito do trabalho.[3]